# Acorigone zebraneus
Acorigone zebraneus là một loài nhện trong họ Linyphiidae.
Loài này thuộc chi Acorigone. Acorigone zebraneus được Jörg Wunderlich miêu tả năm 2008.